# Insolita
Insolita è un singolo del gruppo musicale italiano Le Vibrazioni, pubblicato il 14 marzo 2008 come unico estratto dall'album dal vivo En vivo.

## Descrizione
La canzone è uno dei brani della colonna sonora e title track che accompagna i titoli di coda del film Colpo d'occhio di Sergio Rubini. Riguardo al brano, il frontman Francesco Sarcina ha dichiarato:
.

## Video musicale
Nel video, diretto da Sergio Rubini, le immagini si fondono con le scene del film in cui Riccardo Scamarcio e Vittoria Puccini vivono una tormentata storia di amore sullo sfondo della Galleria d'arte di Villa Borghese a Roma.

## Classifiche
| Classifica (2008) | Posizione massima |
| ----------------- | ----------------- |
| Italia            | 38                |